# Machine Intelligence Research Institute
El Machine Intelligence Research Institute (MIRI), abans Singularity Institute for Artificial Intelligence (SIAI), és un institut de recerca sense ànim de lucre centrat des del 2005 a identificar i gestionar els possibles riscos existencials de la intel·ligència general artificial. El treball de MIRI s'ha centrat en un enfocament amigable d'IA per al disseny del sistema i en predir el ritme de desenvolupament tecnològic.

## Història

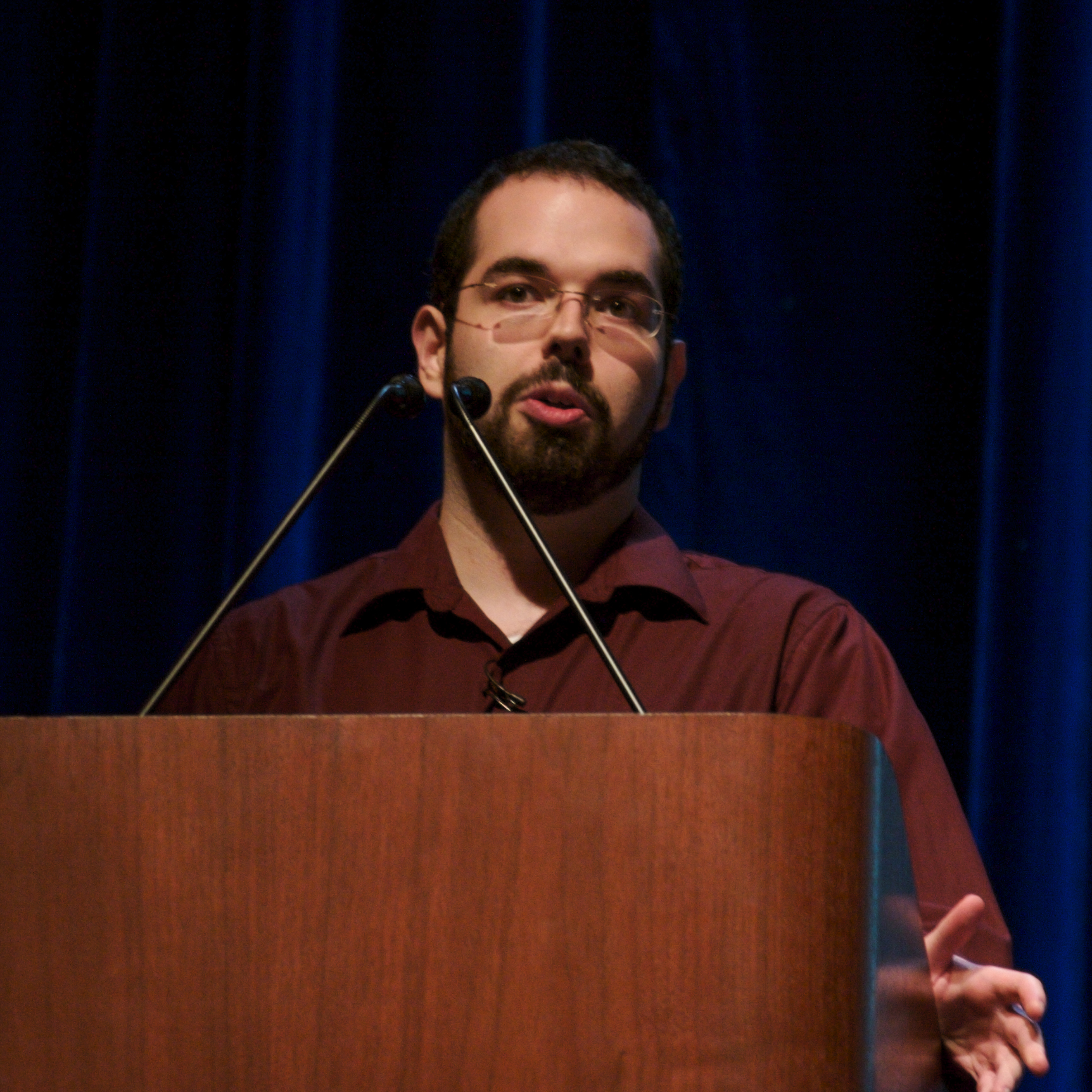
Yudkowsky a la Universitat Stanford el 2006

L'any 2000, Eliezer Yudkowsky va fundar el Singularity Institute for Artificial Intelligence amb el finançament de Brian i Sabine Atkins, amb el propòsit d'accelerar el desenvolupament de la intel·ligència artificial (IA).  No obstant això, Yudkowsky va començar a preocupar-se que els sistemes d'IA desenvolupats en el futur poguessin arribar a ser superintel·ligents i suposar riscos per a la humanitat, i el 2005 l'institut es va traslladar a Silicon Valley i va començar a centrar-se en maneres d'identificar i gestionar aquests riscos, que aleshores eren en gran part ignorats pels científics del camp.
A partir del 2006, l'Institut va organitzar la Singularity Summit per discutir el futur de la IA, inclosos els seus riscos, inicialment en cooperació amb la Universitat Stanford i amb el finançament de Peter Thiel. El San Francisco Chronicle va descriure la primera conferència com una "festa de sortida de la zona de la badia per a la filosofia inspirada en la tecnologia anomenada transhumanisme".  El 2011, les seves oficines eren quatre apartaments al centre de Berkeley. El desembre de 2012, l'institut va vendre el seu nom, domini web i el Singularity Summit a Singularity University, i el mes següent va prendre el nom de "Machine Intelligence Research Institute".
El 2014 i el 2015, l'interès públic i científic pels riscos de la IA va créixer, augmentant les donacions per finançar la investigació al MIRI i organitzacions similars. :327
El 2019, Open Philanthropy va recomanar una subvenció de suport general d'aproximadament 2,1 milions de dòlars durant dos anys a MIRI. L'abril de 2020, Open Philanthropy ho va complementar amb una subvenció de 7,7 milions de dòlars durant dos anys.
El 2021, Vitalik Buterin va donar diversos milions de dòlars en Ethereum a MIRI.

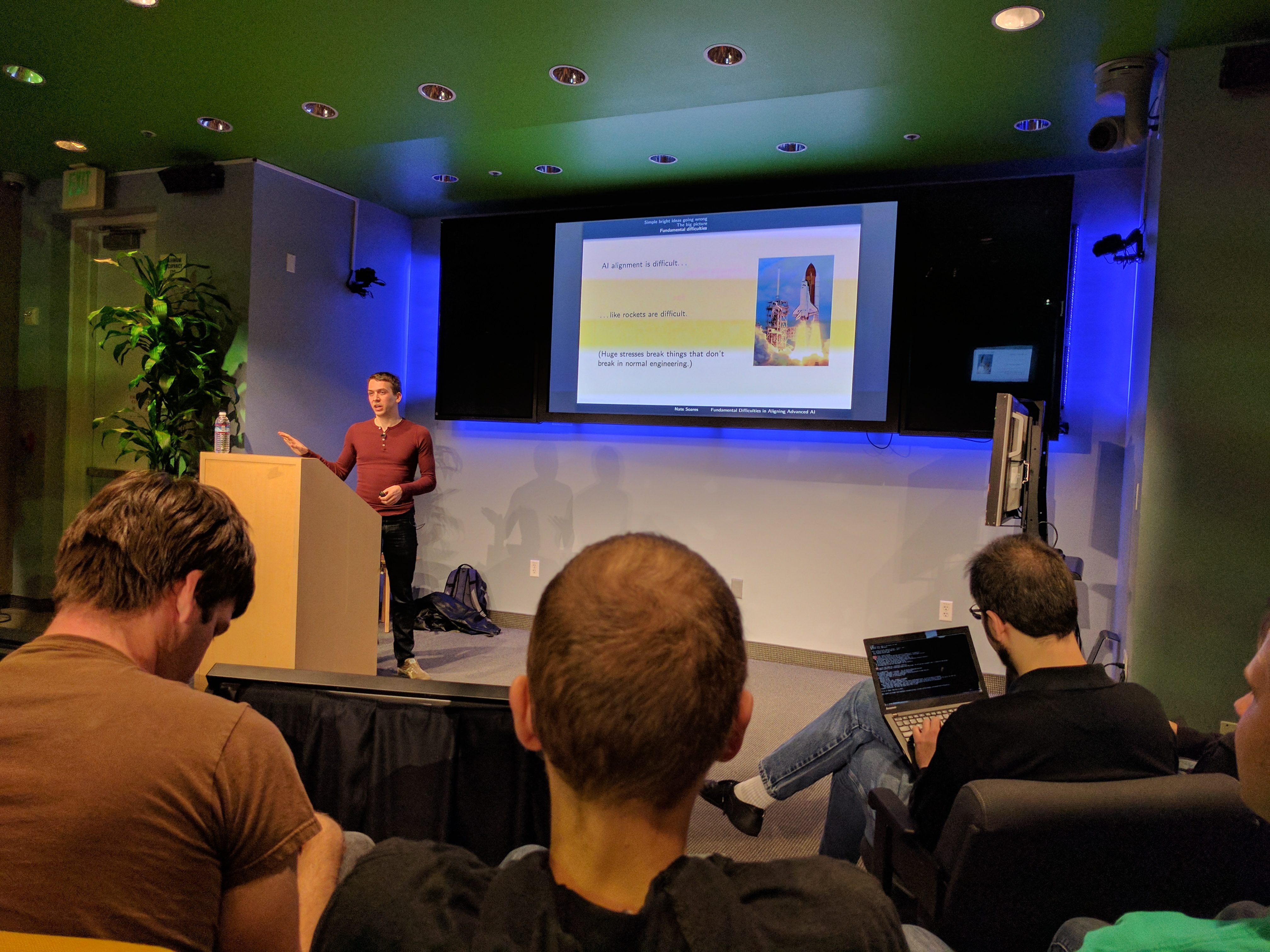
Nate Soares presentant una visió general del problema d'alineació de l'IA a Google el 2016

## Investigació i aproximació
L'enfocament de MIRI per identificar i gestionar els riscos de la IA, liderat per Yudkowsky, aborda principalment com dissenyar una IA amigable, que cobreix tant el disseny inicial dels sistemes d'IA com la creació de mecanismes per garantir que els sistemes d'IA en evolució segueixin sent amigables.
Els investigadors del MIRI defensen el treball de seguretat primerenc com a mesura de precaució. anmateix, els investigadors del MIRI han expressat escepticisme sobre les opinions dels defensors de la singularitat com Ray Kurzweil que la superintel·ligència està "a la volta de la cantonada". MIRI ha finançat el treball de previsió mitjançant una iniciativa anomenada AI Impacts, que estudia casos històrics de canvi tecnològic discontinu, i ha desenvolupat noves mesures del poder computacional relatiu dels humans i del maquinari informàtic.
MIRI s'alinea amb els principis i objectius del moviment d'altruisme efectiu.